# Systemkamera

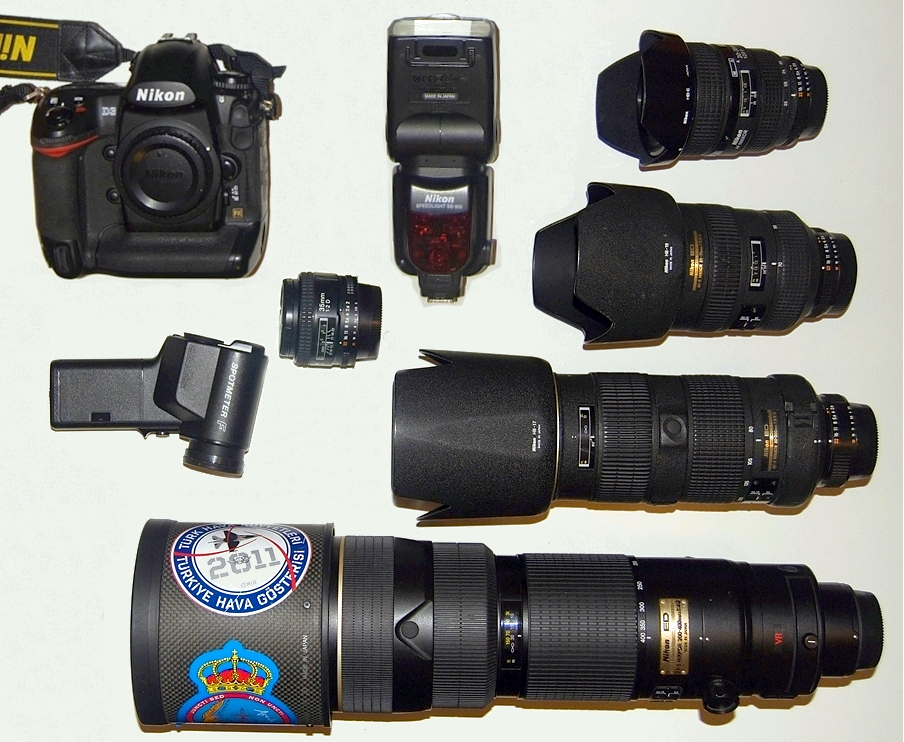
Die häufigste Form der Systemkamera war zeitweilig die digitale Spiegelreflexkamera, im Bild links oben eine Nikon. Die vier Wechselobjektive rechts übereinander sind Zoomobjektive, das kleine Objektiv rechts unter der Kamera ist ein 35-mm-Weitwinkelobjektiv mit fester Brennweite. Ein Blitzgerät (oben mittig) desselben Herstellers stammt ebenfalls aus dem System.

Eine Systemkamera ist ein Fotoapparat mit austauschbaren Komponenten innerhalb eines voll kompatiblen Kamerasystems. Die wichtigsten Komponenten eines solchen Systems sind einerseits die Kamera (d.h das Kameragehäuse) und andererseits die passenden Objektive. Ein anderer Ausdruck für Systemkameras ist daher auch Wechselobjektiv-Kameras. 
Das definierende Element eines Systems ist die Schnittstelle zwischen Kamera und Objektiv, die Mechanik der Befestigung des Objektivs an der Kamera und das Auflagemaß, als Parameter für die Konstruktion des Objektivs, damit dieses die gesamte Bildfläche (Film oder Sensor) der Kamera ausleuchtet. Als Mechanik der Befestigung des Objektivs an der Kamera wurden anfänglich Schraubgewinde gebaut, die nach und nach von Bajonett-Anschlüssen abgelöst werden, die einen Objektiv-Wechsel wesentlich erleichtern und beschleunigen. In einem Bajonettverschluss konnten dann an bestimmten Stellen elektrische Kontakte für die Datenkommunikation mit dem Objektiv und ihre Stromversorgung angebracht sein. 
Gängigerweise hat jeder Kamerahersteller ein oder mehrere eigene Systeme. Es gibt allerdings Unternehmen wie beispielsweise Sigma und Tamron, die für Kameragehäuse anderer Hersteller Objektive oder anderes Zubehör produzieren. Das Micro-Four-Thirds-System wiederum ist das bekannteste Beispiel für einen Standard, auf den sich mehrere Hersteller geeinigt haben. Ferner kann man eventuell fremde Objektive dank eines Adapters an seiner Kamera verwenden, dabei gehen aber oft Funktionen wie der Autofokus verloren. In den meisten Fällen bedeutet ein Systemwechsel für einen Fotografen, sich sowohl eine neue Kamera als auch neue Objektive kaufen zu müssen.
Nicht als Systemkameras gelten Kompaktkameras und Bridgekameras. Auch wenn es für diese Kameras spezifisches Zubehör geben mag, das man nur für die jeweilige Kamera verwenden kann, fehlt ihnen das entscheidende Kriterium für eine Systemkamera: Man kann das Objektiv nicht wechseln. Analoge und digitale Spiegelreflexkameras (SLR) weisen wechselbare Objektive auf und gehören daher zu den Systemkameras.

## Grundausstattung

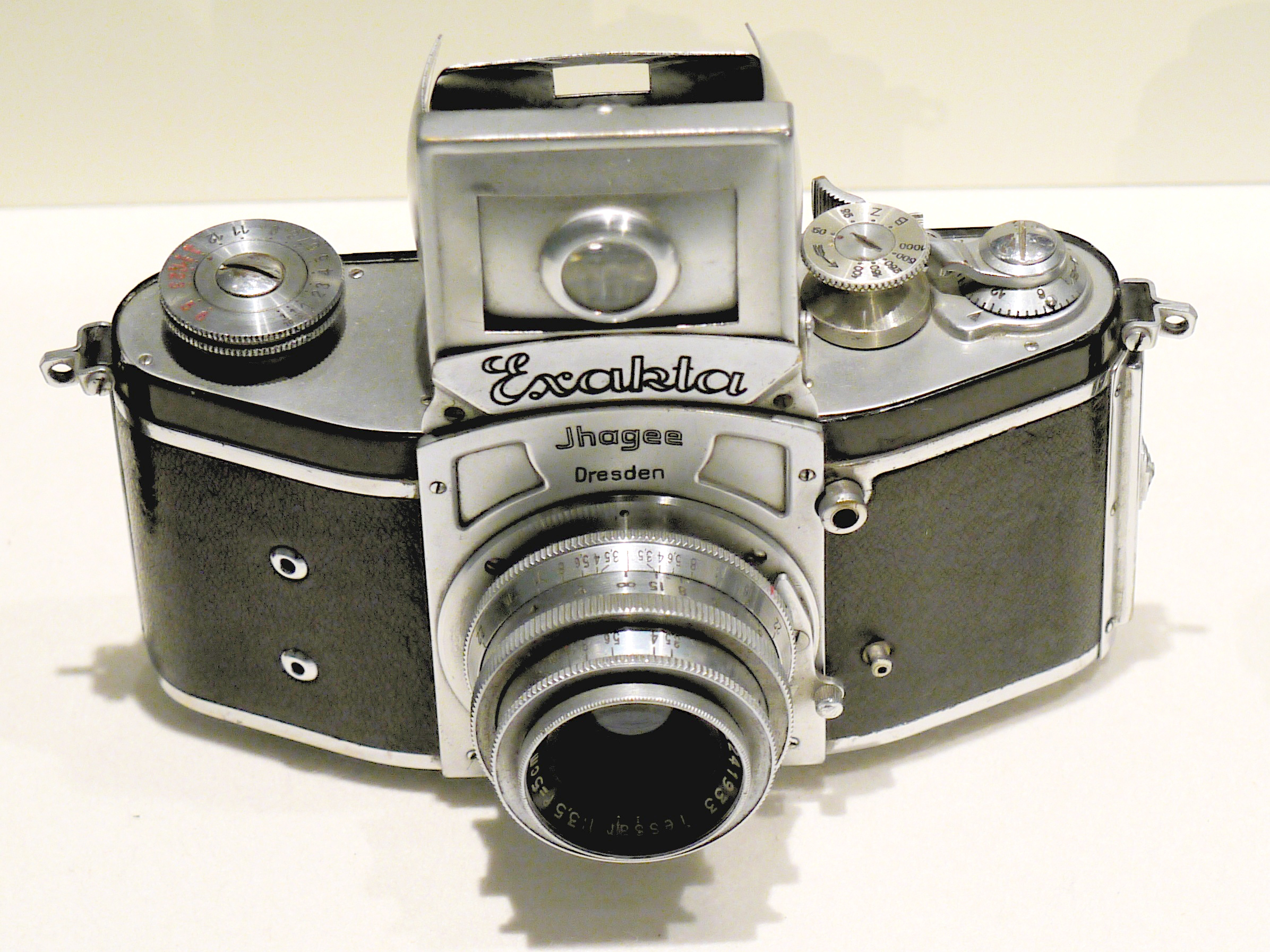
Kine Exakta von 1936

Die Grundausstattung tragbarer Systemkameras besteht in der Regel aus einem Kameragehäuse, das mit einem Wechselobjektiv versehen ist. An der Rückwand des Kameragehäuses befindet sich in der Bildebene der fotografische Film oder ein Bildsensor. Ferner ist das Gehäuse mit mindestens einem Sucher in Form einer Mattscheibe, eines Durchsichtsuchers, eines elektronischen Suchers oder eines Displays versehen – in manchen Systemen auswechselbar oder auch in Kombination verwendbar. Außerdem sind Messeinrichtungen und Hilfsmittel für die Belichtung und die Bildschärfe enthalten.

## Erste Systemkamera

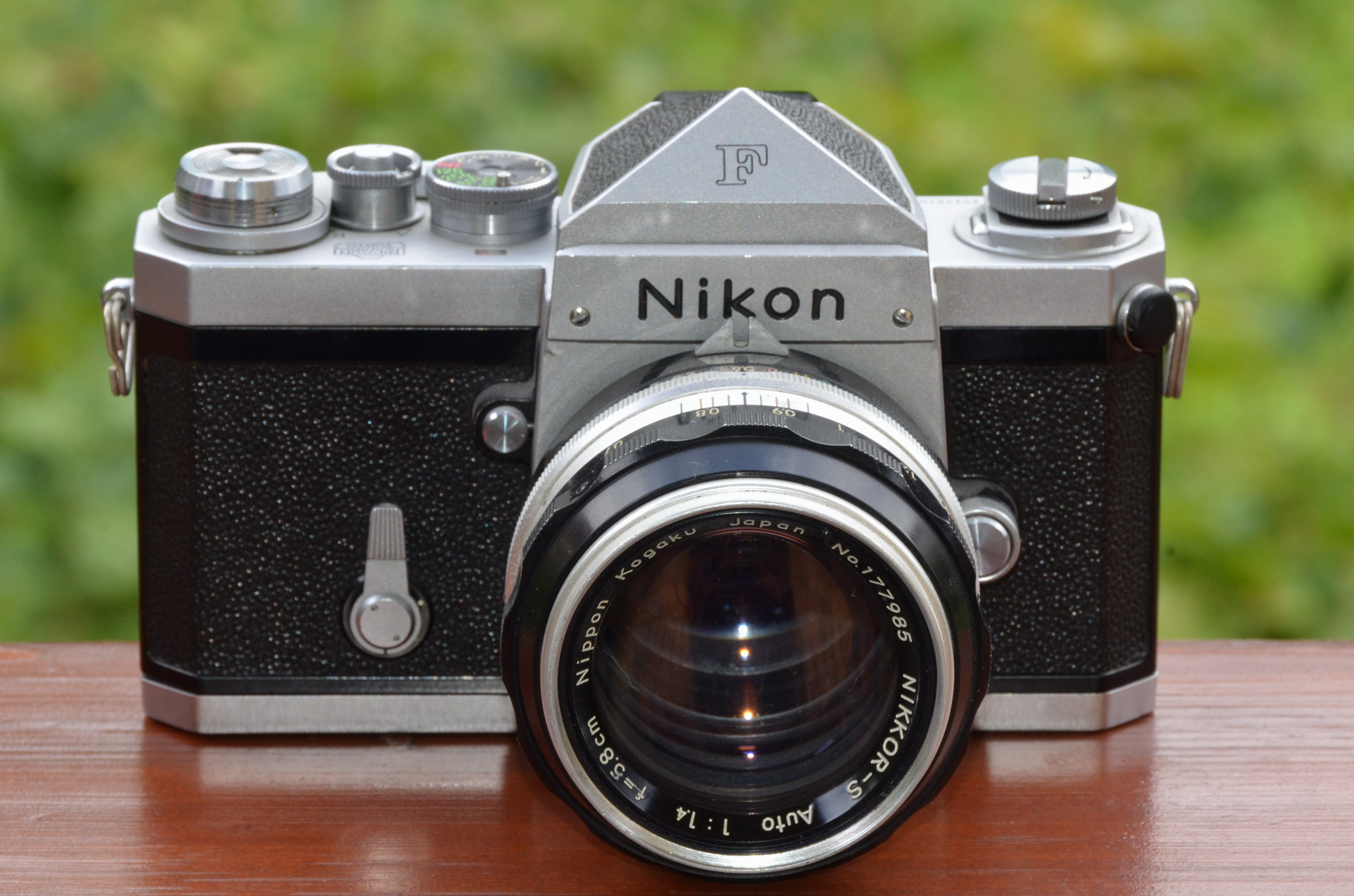
Nikon F chrom mit auswechselbarem Prismensucher (ohne Belichtungsmesser) und frühem Objektiv NIKKOR-S Auto 1:1,4 f=5,8cm (1959). Sie gilt als Urtyp aller folgenden professionellen Kameras dieser Art.

Nach ersten Ansätzen 1930, mit der Schraubleica Ic, gilt als erste vollwertige Systemkamera die 1936 vorgestellte Kleinbildkamera Kine-Exakta, die zur Exakta Varex weiterentwickelt wurde. Obwohl es sich hierbei um eine Spiegelreflexkamera handelt, waren Systemkameras bis zum Ende der 1950er Jahre überwiegend Messsucher-Kameras, erst danach setzten sich Spiegelreflexkameras durch. Als Vorbild für alle weiteren Entwicklungen gilt hier vor allem die professionelle SLR-Kamera Nikon F; sie wurde von 1959 bis 1974 gebaut.

## Zubehörvielfalt
Digitale wie auch analoge Systemkameras können mit verschiedenen Objektiven und weiterem Systemzubehör, wie zum Beispiel leistungsstarken Blitzlichtgeräten, ausgestattet werden. Die Vorteile von Wechselobjektiven bestehen im großen zur Verfügung stehenden Brennweitenspielraum. Außerdem gibt es bei entsprechendem Angebot die Wahlmöglichkeit unterschiedlicher Objektivtypen. Unterschiedliche Abbildungsqualitäten, diverse Verarbeitungsstandards wie Spritzwasserschutz sowie Ausstattungsmerkmale wie optische Bildstabilisatoren können ein Objektivsortiment für verschiedene Konsumentengruppen attraktiv machen. Die Verwendung von Festbrennweiten ermöglicht bei entsprechender Qualität eine hohe Lichtstärke und Abbildungsqualität.

## Digitale Systemkameras
Siehe auch Hauptartikel digitales Kamerasystem.

### Verwendung des Begriffs
Der Begriff Systemkamera (ILC Interchangeable Lens Camera) wird gelegentlich explizit nur für kompakte, spiegellose System-Digitalkameras (DSLM Digital Single Lens Mirrorless) in Abgrenzung zu digitalen Spiegelreflexkameras (DSLR) benutzt. Dies ist falsch, weil Spiegelreflexkameras auch zu den Systemkameras gehören.
Bisher sind für spiegellose Systemkameras noch folgende Bezeichnungen verbreitet:
- Kompakte Systemkamera (CSC Compact System Camera)[1]
- Spiegellose Systemkamera (MSC Mirrorless System Camera)
- Spiegellose Kamera mit Wechselobjektiv (MILC Mirrorless Interchangeable Lens Camera)
- Kamera mit elektronischem Sucher und Wechselobjektiv (EVIL Electronic Viewfinder Interchangeable Lens Camera)

Letzterer Begriff ist insofern irritierend, als dass es auch spiegellose Systemkameras ohne Sucher gibt, z. B. die Sony Alpha 5100. Die Bildkomposition erfolgt dann über Live-View auf dem Bildschirm.

### Sensorgrößen
Digitale Systemkameras nutzen unabhängig vom Funktionsprinzip des Suchers Sensoren in unterschiedlichen Größen. Die kleinsten Sensoren entsprechen denen von Kompaktkameras, das Gros hat jedoch Sensoren von der Größe des Four-Thirds-Sensors an aufwärts. Größere Sensoren bieten erweiterte bildgestalterische Möglichkeiten im Bereich der Schärfentiefe und eine bessere Bildqualität bei höheren Empfindlichkeiten, wodurch somit auch das Bildrauschen spürbar reduziert wird. Hierbei ist aber gegebenenfalls in Rechnung zu tragen, dass große Bildsensoren bei Abbildungen mit gleicher Schärfentiefe, gleicher Beugungsunschärfe und somit gleicher Öffnungsweite des Objektivs mit höherer ISO-Empfindlichkeit betrieben werden müssen, um eine gleich kurze Belichtungszeit zu erreichen.
Bis zur Einführung der ersten digitalen Systemkamera ohne Spiegel waren Sensoren in Four-Thirds- und in APS-C-Größe bis auf wenige Ausnahmen den digitalen Spiegelreflexsystemen vorbehalten.

### Systemkameratypen
Im Digitalbereich gibt es unterschiedliche Typen von Systemkameras:
- Spiegelreflexkameras
- Messsucherkameras
- Digitale Rückteile wurden zu einzelnen Spiegelreflexkameras angeboten und machen diese zu digitalen Spiegelreflexkameras.
- Kameras mit einem elektronischen Sucher (englisch: Electronic Viewfinder Interchangeable Lens Camera, abgekürzt EVIL) und ggf. einem zusätzlichen Bildschirm.
- Kameras, bei denen der Monitor als Sucher verwendet wird
- Modulkameras, bei denen Objektiv und Sensor gemeinsam gewechselt werden (zurzeit nur von Ricoh angeboten)

#### Beispiele für digitale Spiegelreflexsysteme
Digitale Spiegelreflexkamerasysteme sind meist mit den entsprechenden älteren Kleinbildsystemen kompatibel. Bei Bildsensoren, die kleiner sind als der Kleinbildfilm, wurden in der Regel Objektive entwickelt, die für die entsprechend kleineren Bildkreise gerechnet wurden, wie zum Beispiel:
- Canon EF-S
- Four Thirds
- Nikon F-DX
- Pentax K-DA
- Sigma SA-DC
- Sony α A-Mount DT

Auch für digitale Spiegelreflexkameras mit größeren Bildsensoren (Kleinbildformat und größer) gibt es Kamerasysteme:
- Canon EF
- Leica S
- Nikon F
- Sony α A-Mount

#### Aktuelle spiegellose Systeme
Die meisten Hersteller von Digitalkameras bieten proprietäre, vollständig digitale Kamerasysteme an. Beispiele für digitale, spiegellose Kamerasysteme:
- Canon EOS M (APS-C-Format) / Canon EOS R (Vollformat / APS-C)
- Fujifilm-X-Serie (APS-C-Format), Fujifilm-GFX-Serie (Mittelformat)[4]
- Leica M / Leica T / Leica SL (L-Bajonett-Allianz, Vollformat)
- Micro Four Thirds (Panasonic, Olympus und andere)
- Nikon Z (Vollformat, APS-C) / Nikon 1 (CX-Format, 2018 eingestellt)
- Pentax K (Vollformat, APS-C) / Pentax Q (1⁄2,3″-CMOS-Sensor)
- Samsung NX (APS-C) (inklusive der kleineren Variante NX mini), seit 2016 werden in Deutschland keine Modelle mehr vertrieben.[5]
- Sigma sd Quattro (in zwei Varianten: APS-H oder APS-C)
- Sony α E-Mount für APSC oder Vollformat. Mechanisch und mit den elektrischen Anschlüssen besteht kein Unterschied zwischen den Varianten. Objektive, die Vollformat abdecken, werden als "FE" bezeichnet. FE-Objektive können mit APSC-Kameras betrieben werden, APSC-Objektive können auch an Vollformat-Kameras im APSC-Modus betrieben werden, dabei wird nur noch ein begrenzter Bereich der Sensorfläche ausgenutzt und die Bilder haben weniger Auflösung als der Sensor liefern kann, im Vollformat-Modus zeigen diese Objektive eine ausgeprägte Vignettierung.